# فرودگاه وارنرز
فرودگاه وارنرز  (به انگلیسی: Warner's Airport)  یک فرودگاه خصوصی   است که یک باند فرود چمن دارد و طول باند آن ۸۰۴ متر است. این فرودگاه در  کشور ایالات متحده آمریکا قرار دارد و در ارتفاع ۹۹ متری از سطح دریا واقع شده است.